# Jerusalem Lions 2020-2021
Questa voce raccoglie le informazioni riguardanti i Jerusalem Lions nelle competizioni ufficiali della stagione 2020-2021.

## Israel Football League 2020-2021

### Stagione regolare
| Gerusalemme 29 aprile 2021, ore 20:00 1ª giornata | Haifa Underdogs | 14 – 40 (6-6 8-0 0-16 0-18) referto | Jerusalem Lions | Kraft Sports Campus\| Arbitro: \| Koussevitsky \| |
| Arbitro:                                          | Koussevitsky    |                                     |                 |                                                   |

| Gerusalemme 3 giugno 2021, ore 20:00 6ª giornata | Jerusalem Lions | 48 – 7 (8-0 20-7 7-0 13-0) referto | Mazkeret Batya Silverbacks | Kraft Sports Campus (55 spett.)\| Arbitro: \| Sela \| |
| Arbitro:                                         | Sela            |                                    |                            |                                                       |

| Petah Tiqwa 11 giugno 2021, ore 9:30 7ª giornata | Tel Aviv Pioneers | 12 – 21 (0-7 6-6 6-8 0-0) referto | Jerusalem Lions | Stadio HaMoshava (45 spett.)\| Arbitro: \| O. Cohen \| |
| Arbitro:                                         | O. Cohen          |                                   |                 |                                                        |

| Ramat HaSharon 16 giugno 2021, ore 20:30 8ª giornata | Ramat HaSharon Hammers | 6 – 18 (0-7 6-0 0-8 0-3) referto | Jerusalem Lions | (26 spett.)\| Arbitro: \| Sela \| |
| Arbitro:                                             | Sela                   |                                  |                 |                                   |

| 1º luglio 2021, ore 20:00 10ª giornata | Jerusalem Lions | 25 – 0 (a tavolino) | Petah Tikva Troopers |  |

| 11 luglio 2021, ore 20:00 Recupero 3ª giornata | Jerusalem Lions | 36 – 13 | Beersheva Black Swarm |  |

### Playoff
| Arbitri: | Sela Luz Baroz Lotan Blumenfeld E. Cohen O. Cohen Eliyahu |

|                                                     |           |                                                                                            |
| Fitoussi 6':57" Q4 (TD) 2yd run Abell Q4 (tpc) rush | Marcatori | Landon 4':12" Q1 (TD) 5yd run Rahabi Q1 (pat) Hillman 2':47" Q2 (TD) 19yd pass from Landon |

## Statistiche di squadra
| Competizione | %Vittorie | In casa | In casa | In casa | In casa | In casa | In casa | In trasferta | In trasferta | In trasferta | In trasferta | In trasferta | In trasferta | Totale | Totale | Totale | Totale | Totale | Totale |
| Competizione | %Vittorie | G       | V       | N       | P       | Pf      | Ps      | G            | V            | N            | P            | Pf           | Ps           | G      | V      | N      | P      | Pf     | Ps     |
| ------------ | --------- | ------- | ------- | ------- | ------- | ------- | ------- | ------------ | ------------ | ------------ | ------------ | ------------ | ------------ | ------ | ------ | ------ | ------ | ------ | ------ |
| Campionato   | 1.000     | 3       | 3       | 0       | 0       | 109     | 20      | 3            | 3            | 0            | 0            | 79           | 32           | 6      | 6      | 0      | 0      | 188    | 52     |
| Playoff      | .000      | 1       | 0       | 0       | 1       | 8       | 13      | 0            | 0            | 0            | 0            | 0            | 0            | 1      | 0      | 0      | 1      | 8      | 13     |
| Totale       | .857      | 4       | 3       | 0       | 1       | 117     | 33      | 3            | 3            | 0            | 0            | 79           | 32           | 7      | 6      | 0      | 1      | 196    | 65     |